# Beaumat
Beaumat era una comuna francesa situada en el departamento de Lot, de la región de Occitania, que el 1 de enero de 2016 pasó a ser una comuna delegada de la comuna nueva de Cœur-de-Causse al fusionarse con las comunas de Fontanes-du-Causse, Labastide-Murat, Saint-Sauveur-la-Vallée y Vaillac.

## Geografía
Está ubicada a 25 km al norte de Cahors y a 6 km al oeste de Labastide-Murat.

## Demografía
| Gráfica de evolución demográfica de Beaumat entre 1800 y 2015 |
|                                                               |

Los datos demográficos contemplados en este gráfico de la comuna de Beaumat se han cogido de 1800 a 1999 de la página francesa EHESS/Cassini, y los demás datos de la página del INSEE.